# Пудинг из хлеба с маслом
Пудинг из хлеба с маслом (англ. Bread and butter pudding) — традиционный хлебный пудинг в британской кухне. Ломтики намазанного маслом хлеба, посыпанного изюмом, выкладывают слоями в форму для запекания, заливают смесью из яичного заварного крема, приправленной мускатным орехом, ванилью или другими специями, а затем запекают.

## Вариации

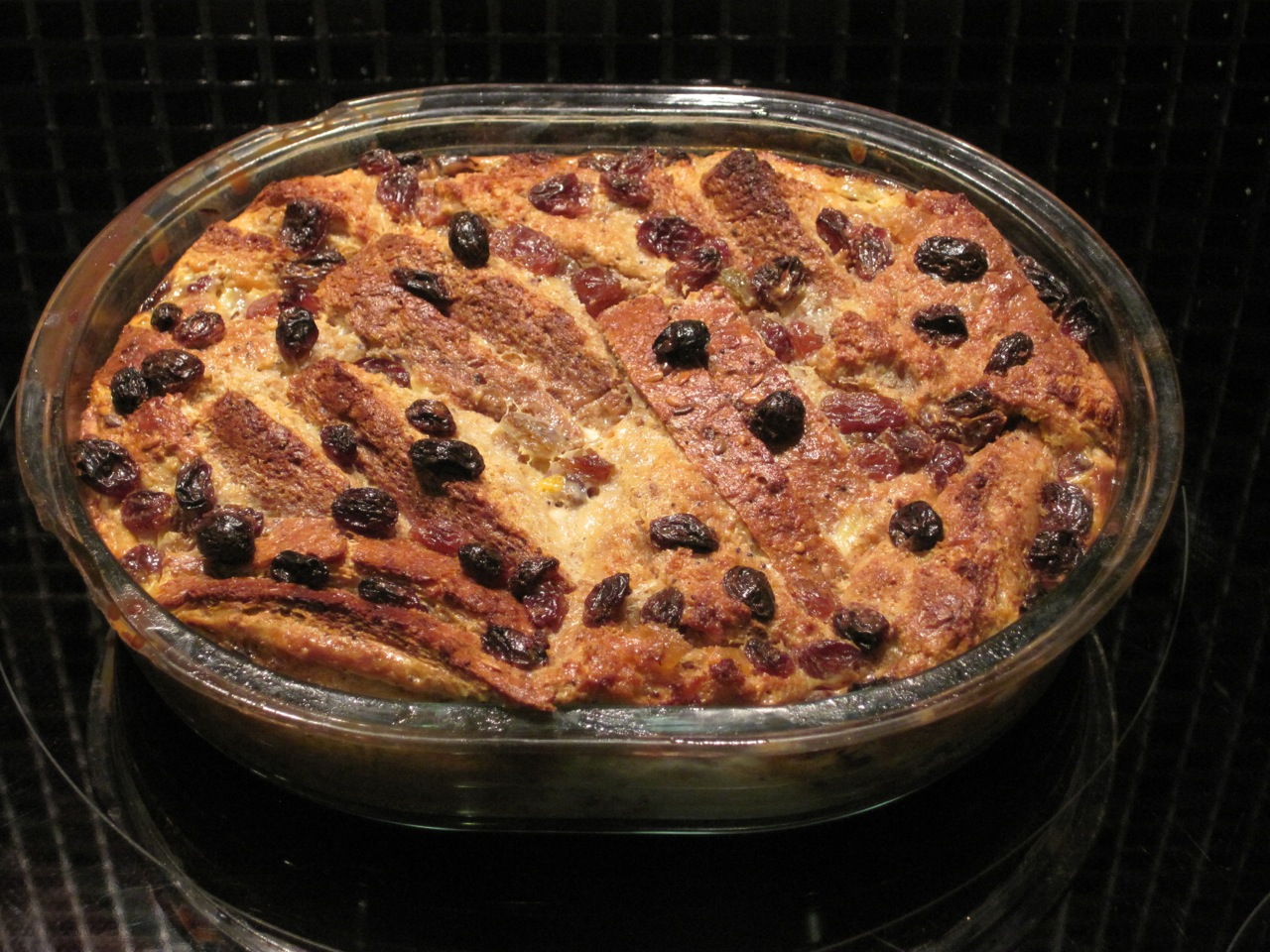
Пудинг из чёрного хлеба с маслом

Помимо запекания с заварным кремом, пудинг можно подавать с добавкой из заварного крема или сливок. Иногда на хлеб вместе с маслом намазывают малиновое, клубничное, ежевичное или фруктовое варенье, мармелад или другие сладкие пресервы. Другие современные варианты включают перекладывание свежего винограда между слоями хлеба, добавление печёных яблок в яично-молочную смесь и использование необычных видов хлеба, таких как бриошь, для его приготовления. Лимонная или апельсиновая цедра также придаёт пудингу характерный аромат. Традиционно для приготовления пудинга используется чёрствый хлеб.

## История
Самые ранние пудинги из хлеба и масла назывались whitepot и использовали в рецептах либо костный мозг, либо масло. Уайтпот также можно было приготовить с использованием риса вместо хлеба, что привело к появлению рисового пудинга в британской кухне.
Один из самых ранних опубликованных рецептов пудинга из хлеба и масла с таким названием можно найти в книге Элизы Смит «Совершенная домохозяйка» 1728 года. Автор пишет: «Возьмите двухпенсовую буханку и фунт свежего масла; как есть; срезайте их по мере того, как вы их намазываете, и очистите полфунта изюма, промойте фунт смородины, затем положите на дно тарелки слоёное тесто и положите слой хлеба с маслом, бросьте горсть смородины, несколько изюминок и несколько кусочков масла, и так делайте, пока блюдо не будет полным, затем вскипятите три пинты сливок и загустите их, когда они остынут, желтками десяти яиц, тёртым мускатным орехом, небольшим количеством соли, около полуфунта сахара и немного апельсиновой воды; влейте все это, когда пудинг будет готов отправиться в печь».
В некоторых рецептах готовят простое безе из яичных белков и сахара, которые намазывают на слой варенья или варенья поверх пудинга после того, как он вынут из духовки. Безе готовится до тех пор, пока оно не подрумянится сверху. Этот десерт получил название «Королевский пудинг».
В 1845 году Элиза Актон предлагает придать «хороший вкус лимонной цедры и горького миндаля или корицы, если это предпочтительнее, пинте молодого молока», а затем добавить сливки и сахар, загущенные взбитыми яйцами. Её рецепт также требует добавления в смесь стакана коньяка.
В американской кухне такой пудинг называется «Холодный хлебный пудинг».
Подобное популярное в Египте блюдо называется Ом Али («Мать Али»), его готовят из хлеба или другой выпечки, и оно включает фисташки, но не яйца.

## В литературе
Пудинг из хлеба с маслом неоднократно упоминается в произведениях Агаты Кристи.

 — Эта её старая пантера, мисс Найт, потчует её одними углеводами. Только и знает, что «чудесный заварной крем», «чудесный пудинг из хлеба с маслом», «чудесные макароны с сыром». И снова мягкий пудинг в розовом соусе. И целыми днями не даёт ей покоя. Кажется, может заговорить до смерти. 
 («…И в трещинах зеркальный круг»).